# Evangelische Kirche Königswartha

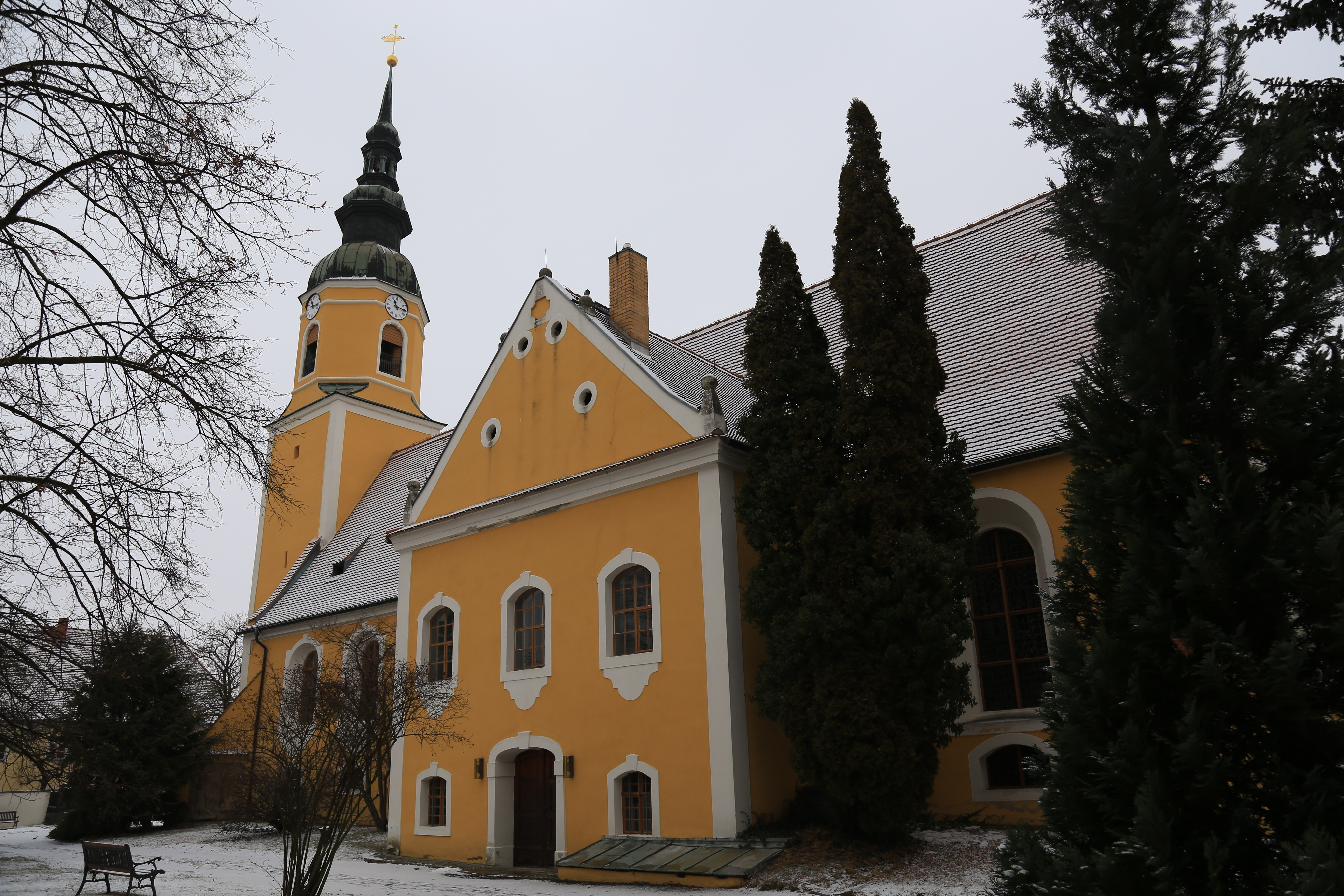
Kirche Königswartha (2017)

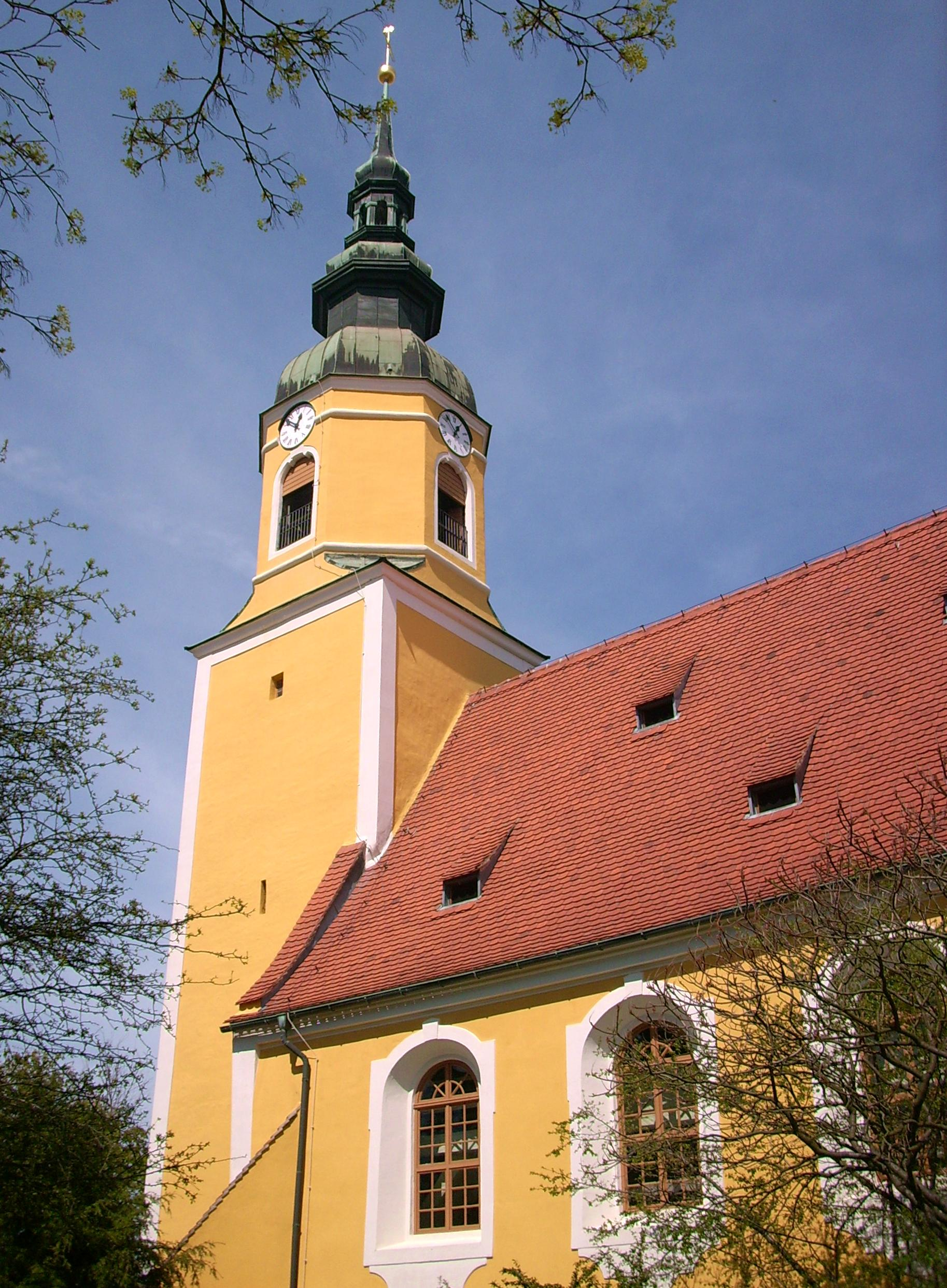
Blick zum Turm (2012)

Die evangelische Kirche Königswartha (obersorbisch Rakečanska cyrkej) ist das Kirchengebäude in Königswartha im Landkreis Bautzen in der sächsischen Oberlausitz. Es gehört der Kirchengemeinde Königswartha im Kirchenbezirk Bautzen-Kamenz der Evangelisch-Lutherischen Landeskirche Sachsens. Die im 17. Jahrhundert erbaute Kirche steht als bau- und ortsgeschichtlich bedeutsames Bauwerk unter Denkmalschutz.

## Architektur und Geschichte
Die Saalkirche in Königswartha wurde in den 1690er Jahren im Barockstil auf dem Friedhof des Ortes gebaut. An der Stelle befand sich zuvor ein gotischer Kirchbau, der durch einen Brand zerstört und dessen Teile zum Aufbau der neuen Kirche verwendet wurden. Im Jahr 1868 wurde der Innenraum erstmals saniert, weitere Arbeiten am Inneren fanden 1913 und 1955 statt. Das Kirchenäußere wurde 1895 und erneut im Jahr 1976 restauriert.
Die Kirche ist ein langgestreckter Putzbau mit Dreiachtelschluss. Das Kirchenschiff hat große Rundbogenfenster, ist rundum mit Strebepfeilern besetzt und hat ein Satteldach, das über dem Ostschluss abgewalmt ist. An der Südwand hat die Kirche einen zweigeschossigen Logenanbau mit Segmentbogenfenstern und einem zweiflügeligen Eingangsportal. Im Giebel liegen vier kleine Rundfenster. An der Nordseite befindet sich ein zweigeschossiger Anbau mit Pultdach, in dem sich unter anderem die Sakristei befindet. Der massive Westturm hat einen quadratischen Grundriss und ein achteckiges Glockengeschoss mit Schallöffnungen und Turmuhren. Abgeschlossen wird der Turm durch eine doppelte Welsche Haube mit Zwiebellaterne. Die Fassade des Turms ist mit angeputzten Ecklisenen gegliedert.
Die flache Decke im Saal der Kirche ist mit einem Deckenspiegel verziert. Die Orgelempore im Westen ist eingeschossig, an der Nord- und Südwand befinden sich zweigeschossige Emporen aus Holz. Der zweijochige Altarraum ist kreuzgratgewölbt mit geschweiften angeputzten Graten. An den Logen auf der Nord- und Südseite liegen breite Segment- und Korbbogenfenster zum Altarraum. Im Inneren des Dreiachtelschlusses liegt eine weitere Holzempore.

## Ausstattung

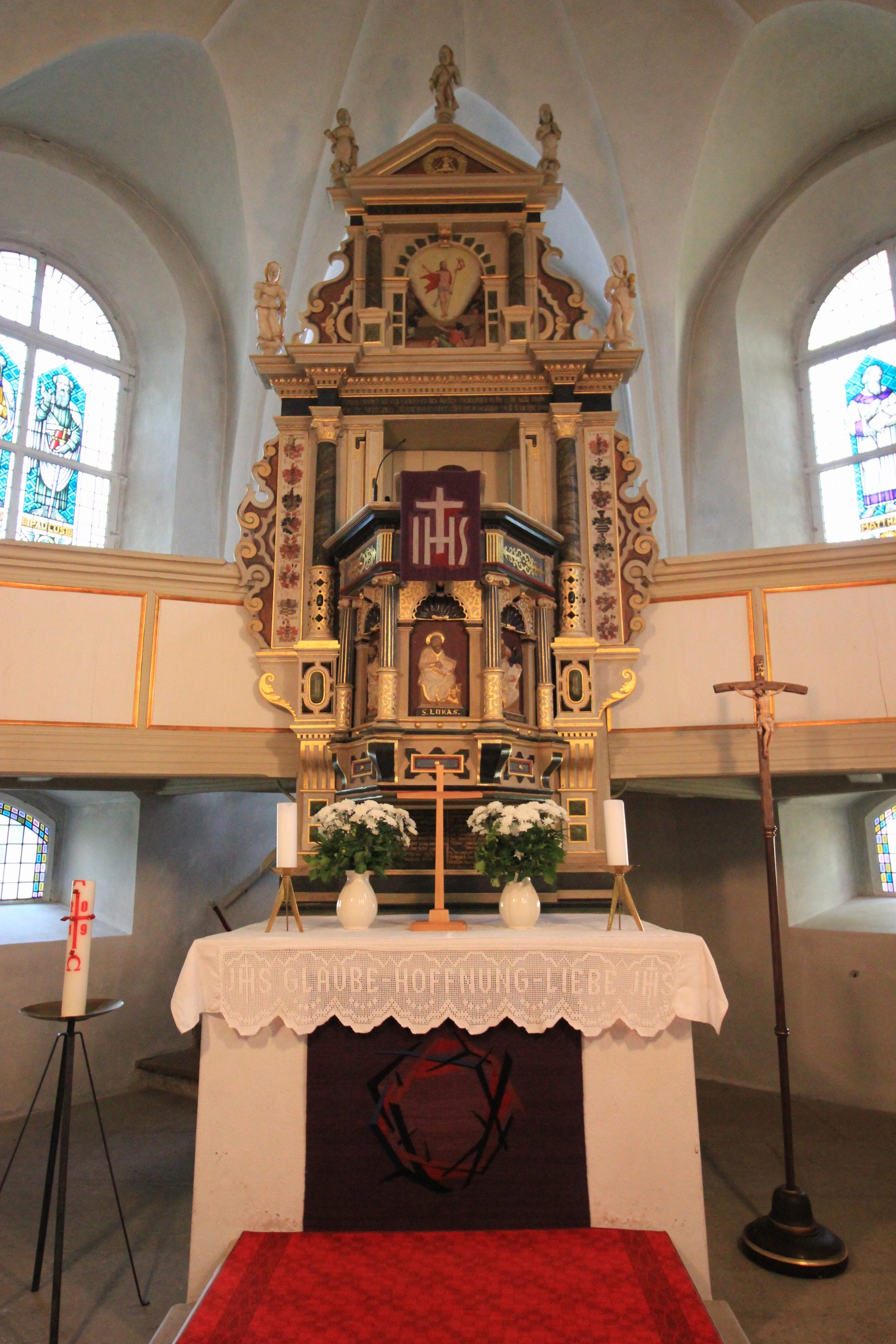
Kanzelaltar (2020)

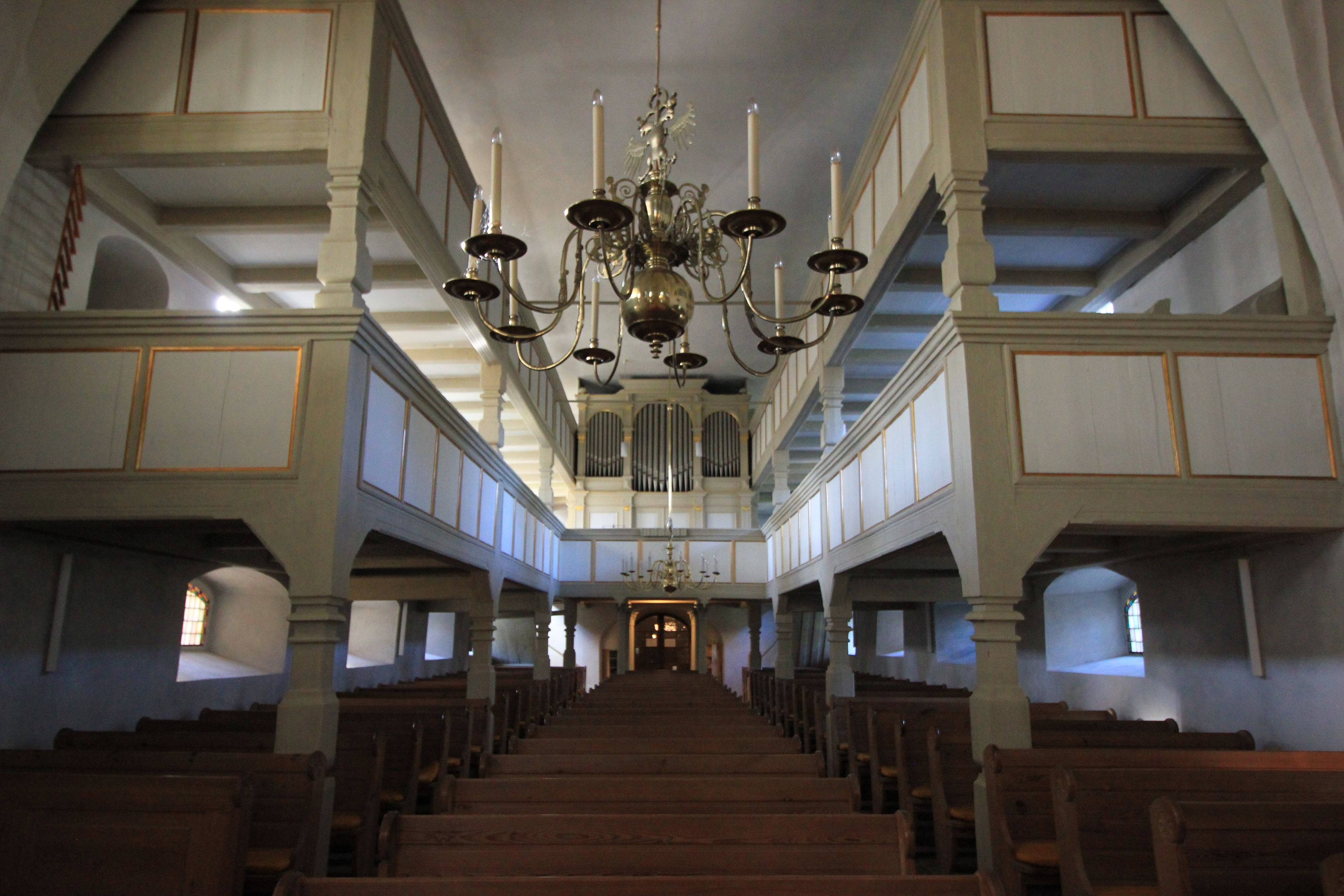
Blick zur Orgel (2020)

In der Kirche in Königswartha steht ein reich geschnitzter farbiger und teilweise vergoldeter Altar aus Holz, der im 17. Jahrhundert zu einem Kanzelaltar umgestaltet wurde. In der Predella befindet sich ein Denkmal für Brigitta von Ponickau († 1602) und ihren Sohn († 1603), umgeben von ihrem betenden Ehemann und ihrem Sohn in Totenkleid. Der polygonale Kanzelkorb ist mit Schmucksäulen und dazwischen liegenden Muschelnischen versehen. In den dazwischen liegenden Feldern sind drei der vier Evangelisten dargestellt, die Darstellung des vierten befindet sich auf der Kanzeltür. Seitlich des Kanzelkorbs befinden sich Säulen mit Postamenten und daneben Pilaster mit Wappen. Über dem Gesims liegt eine Darstellung der Auferstehung und daneben zierliche Figuren von Spes und Fides. In dem den Altar abschließenden Dreiecksgiebel befinden sich die drei Allegorien.
Zur Ausstattung gehört außerdem ein hölzerner Taufengel aus dem späten 17. Jahrhundert. Die Taufschale aus Messing hat eingestanztes Eichenblattfries und Blütenornamente und stammt aus dem 16. Jahrhundert. Die Orgel wurde 1898 im Stil der Neurenaissance von der Firma Hermann Eule Orgelbau in Bautzen gebaut.

## Kirchengemeinde
Zu Beginn des 16. Jahrhunderts gehörte Königswartha zum Archidiakonat Oberlausitz. Während des 16. Jahrhunderts wurde in der Gemeinde die Reformation eingeführt. Damals gehörten neben Königswartha noch die Dörfer Caminau, Hermsdorf/Spree, Johnsdorf, Kolbitz, Steinitz, Truppen, Wartha und Weißig zur Kirchengemeinde. Im Jahr 1872 wurden die Dörfer Commerau und Eutrich aus der Kirchengemeinde Neschwitz nach Königswartha umgepfarrt, zwei Jahre später kam noch Niesendorf hinzu.
Im ausgehenden 19. Jahrhundert war Königswartha eine sorbischsprachige Gemeinde. Laut der Statistik über die Sorben in der Lausitz von Arnošt Muka aus dem Jahr 1884 hatte die Kirchengemeinde Königswartha damals 2254 Einwohner, davon waren 2087 Sorben und 167 Deutsche, von denen wiederum 81 die sorbische Sprache beherrschten. Der Anteil der Sorbisch sprechenden Bevölkerung lag somit bei 96,2 Prozent. Zu dieser Zeit fanden jeden Sonntag und an jedem Feiertag Gottesdienste sowohl in sorbischer als auch in deutscher Sprache statt, die Gemeinde hatte damals 1200 sorbische und 100 deutsche Kirchgänger. Der Konfirmandenunterricht fand ausschließlich auf Sorbisch statt. Bis 1989 waren in Königswartha stets sorbischsprachige Pfarrer tätig. In den Jahren 1954, 1974, 1989 und 2008 fand jeweils der Evangelische Sorbische Kirchentag in Königswartha statt.
Seit 2022 gehört die Pfarrgemeinde zusammen mit Neschwitz, Klix, Milkel-Luppa und Quatitz zum Kirchspiel Oberlausitzer Heide- und Teichlandschaft.